# Рэдукану, Думитру
Думитру Рэдукану (рум. Dumitru Răducanu; 19 июля 1967, Бухарест) — румынский рулевой, выступавший в академической гребле. Чемпион Олимпийских игр 1992 года в гребле на четверке распашной с рулевым. Серебряный призёр Игр 1984 года и бронзовый призёр Олимпиады в Барселоне на двойке распашной.
Заслуженный мастер спорта Румынии.